# ギルバート・エリオット＝マーレイ＝キニンマウンド (第4代ミントー伯爵)
第4代ミントー伯爵ギルバート・エリオット＝マーレイ＝キニンマウンド（英: Gilbert Elliot-Murray-Kynynmound, 4th Earl of Minto, KG, GCSI, GCMG, GCIE, PC、1845年7月9日 - 1914年3月1日）は、イギリスの軍人、政治家、貴族。
軍人としての経歴を経て、カナダ総督（在職1898年-1904年）やインド総督（在職1905年-1910年）を務めた。

## 経歴

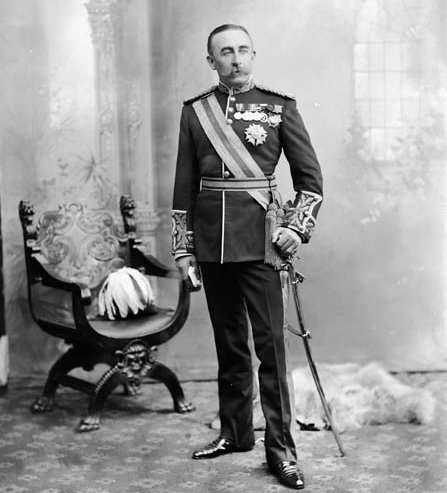
カナダ総督時代のミントー卿。

1845年7月9日に第3代ミントー伯爵ウィリアム・エリオット＝マーレイ＝キニンマウンドとその妻エマの間の長男として生まれる。曾祖父にあたる初代ミントー伯爵ギルバートもベンガル総督（インド総督の前身）を務めていた。
イートン校を経てケンブリッジ大学トリニティ・カレッジを卒業。近衛隊のスコッツガーズに入隊。1873年から1876年にかけてはスペインの第三次カルリスタ戦争で『ザ・モーニング・ポスト』の従軍記者を務める。またグランドナショナルに5回出場した。
1877年の露土戦争ではオスマン帝国軍に従軍している。
1883年から1886年にかけてはカナダ総督府の軍事大臣を務めた。1885年に発生したカナダ先住民メティ族の反乱（ノース・ウェスト反乱）の鎮圧の指揮を執った。
1891年3月に父から第4代ミントー伯爵位を継承した。
1898年11月から1904年12月にかけてカナダ総督を務めた。ミントー卿の総督在職中のカナダは移民の増加に伴ってナショナリズムが高まっており、隣国アメリカ合衆国との関係が緊張していた。ミントー卿も愛国心や団結力を強化させるような歴史教育を推進した。自然保護に熱心で国立公園の創設を推進した。また健康問題にも関心があり、カナダで最初の抗結核財団の創設に関与した。またスポーツ振興にも熱心であり、1901年にはラクロスの選手権にミントー・カップの名前を与え、1904年にはミントー・スケート・クラブを創設した。
1905年11月から1910年11月にかけてはインド副王兼総督に就任した。前インド総督カーゾン卿はインド軍司令官キッチナー卿が主張した国防相から軍司令官に軍政権を移そうという軍制改革に「軍部独裁を狙う物」として反対して辞職していた。後任のミントー卿はキッチナー卿の軍制改革に反対しなかった。またカーゾン卿がインド民族主義運動を分断する意図で立案したベンガル分割計画も引き継いだ。
ベンガル分割計画への反発で高まっていた抵抗運動には徹底弾圧の姿勢で臨み、裁判なしの拘留や反政府運動指導者の国外追放を行った。反政府運動家の憎しみを買い、テロリストに爆弾で命を狙われたこともあったが、爆弾が不発で助かっている。一方で宥和政策も取り、本国インド担当大臣ジョン・モーレイと連携して1909年インド政府法を制定した。これにより立法議会の議員60名のうち27名を選挙によって選出することとし、また立法議員に大臣質問権や予算審議権を認めた。
総督退任後の1911年にはエジンバラ大学学長に就任した。1914年3月1日に死去した。

## 栄典

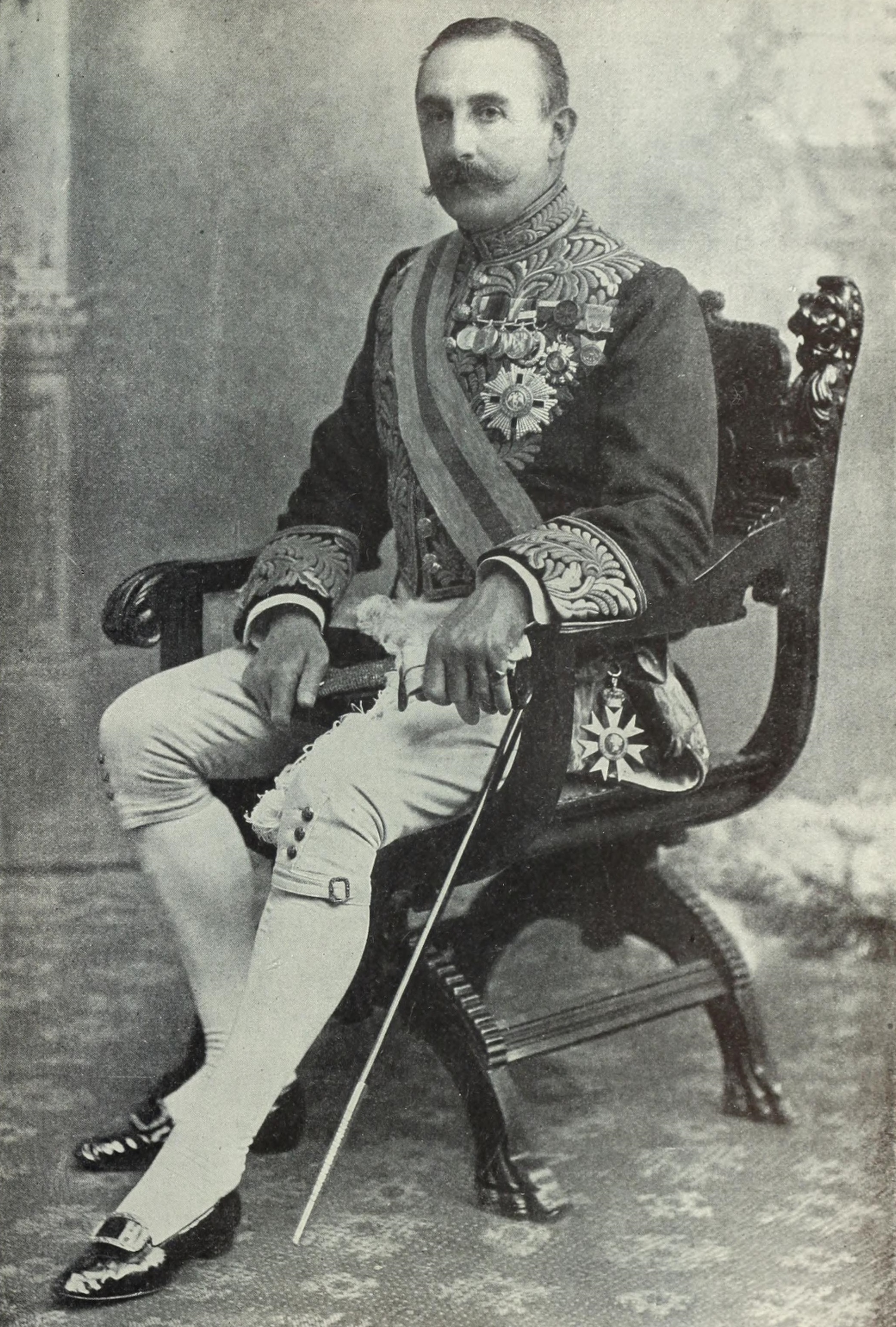
1905年のミントー卿

### 爵位・準男爵位
- 1891年3月17日、第4代ミントー伯爵（1813年創設連合王国貴族爵位）
- 1891年3月17日、第4代メルガンド子爵（1813年創設連合王国貴族爵位）
- 1891年3月17日、第4代ミントー・オブ・ミントー男爵（1797年創設グレートブリテン貴族爵位）[3]
- 1891年3月17日、第7代エリオット準男爵（1700年創設ノバスコシア州准男爵位）

### 勲章
- 1898年、聖マイケル・聖ジョージ勲章ナイト・グランド・クロス（GCMG）
- 1905年、インドの星勲章ナイト・グランド・コマンダー（GCSI）
- 1905年、インド帝国勲章ナイト・グランド・コマンダー（GCIE）
- 1910年、ガーター勲章（KG）[3]

### その他
- 1902年、枢密顧問官（PC）
- 1911年、法学博士号（LLD）（ケンブリッジ大学トリニティカレッジ名誉学位）[3]

## 家族
チャールズ・グレイ少将（元首相第2代グレイ伯爵の次男）の娘メアリー・キャロラインと結婚。彼女との間に以下の5子を儲ける。

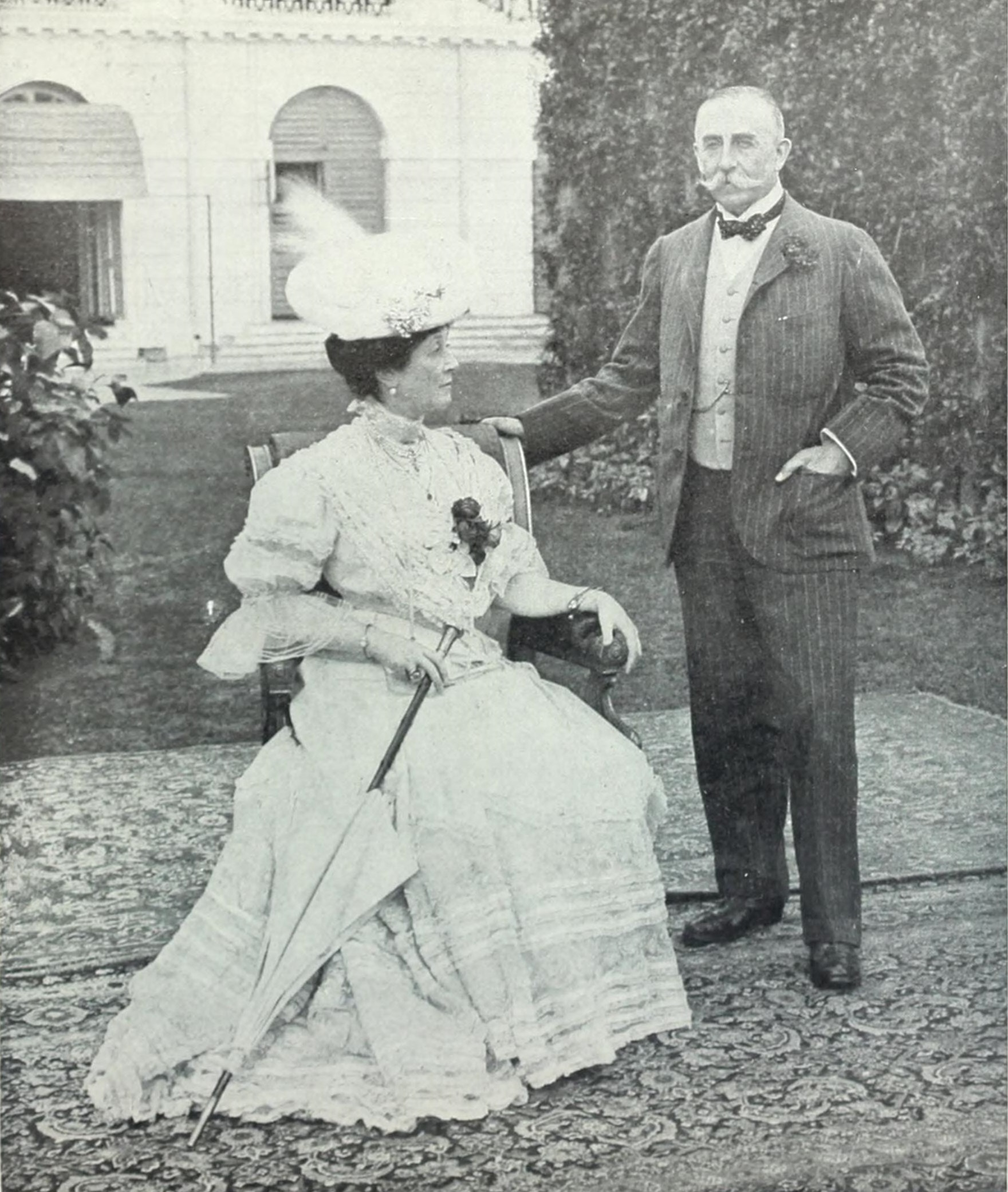
インド総督時代の1909年のミントー卿夫妻。

- 第1子（長女）アイリーン・ニナ・イヴェリン・ジーベル嬢（1884-1938）
- 第2子（次女）ルビー・フロレンス・メアリー嬢（1886-1961）
- 第3子（三女）ヴァイオレット・メアリー嬢（1889-1965）
- 第4子（長男）第5代ミントー伯爵ヴィクター・ギルバート・ローリストン・ガーネット（英語版）（1891-1975）
- 第5子（次男）ギャビン・ウィリアム・エズモンド閣下（1895-1917）：第一次世界大戦で戦死